# 인텔 터보 부스트

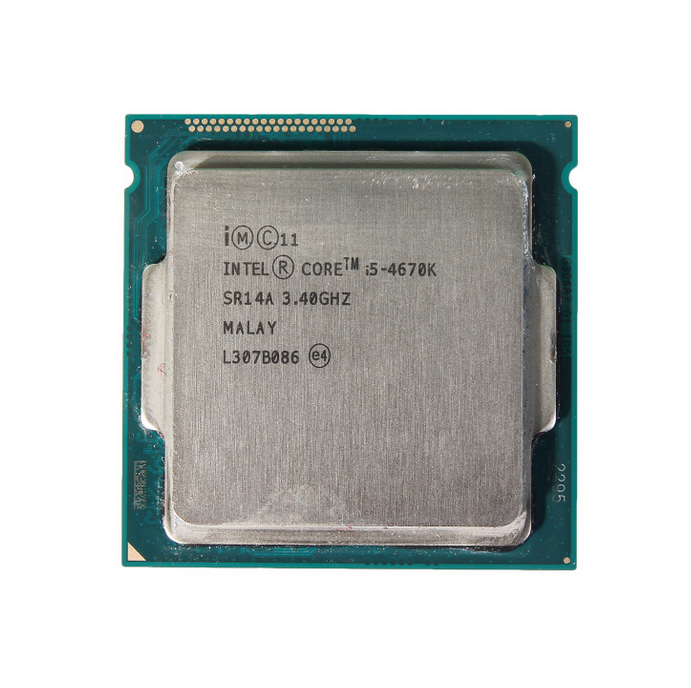

인텔 터보 부스트(Intel Turbo Boost) 기술은 인텔 네할렘 마이크로아키텍처 기반의 프로세서부터 지원하는 기술이다. (CPU 점유율이 너무 높다 등의 이유로) 프로세서의 기본 클럭 주파수가 부족하면 자동적으로 클럭 주파수를 표시된 기준보다 높여서 더 빠른 처리가 가능하도록 하는 기술이다. 인텔 터보 부스트 기술은 코어의 동작수에 관계없이 동작할 수 있으며 동작하는 코어수가 적을수록 더 높은 주파수 증가가 이루어질 수 있다. 터보부스트가 실행되면 전력소모도 급격하게 증가한다.

## 같이 보기
- 인텔 코어 프로세서
- 네할렘 마이크로아키텍처